# Umm al-Kilab
Umm al-Kilab ou Umm el-Kelab, en arabe : أُم الكِلاب, est un village du gouvernorat de Khan Younès en Palestine. Il est situé au sud de la bande de Gaza, au sud de Khan Younès et à l'est de  Rafah.
Selon le recensement du bureau central palestinien des statistiques, la localité compte une population de 999 habitants en 2006.